# بيل سيدونس
بيل سيدونس (بالإنجليزية: Bill Siddons)‏ هو مدير مواهب أمريكي، ولد في 1948 في لوس أنجلوس في الولايات المتحدة.